# Hok
Hok ist ein Ort (Tätort) in der schwedischen Provinz Jönköpings län und der historischen Provinz Småland. Der Ort liegt in der Gemeinde Vaggeryd, wenige Kilometer östlich von Vaggeryd und der Europastraße 4.

## Geschichte
Hok war früher ein wichtiger Ort in der Verarbeitung schwedischen Eisens aus Taberg und befindet sich an der Bahnstrecke zwischen Nässjö und Halmstad. Der alte Bahnhof wurde um 1990 abgerissen, ein neuer kombinierter Bus-Bahnhof wurde 2004 errichtet. Im Ort gibt es eine Grundschule.

## Persönlichkeiten
- Axelina Johansson (* 2000), Kugelstoßerin